# Torsten Ohlow
Torsten Ohlow ist ein früherer deutscher Eiskunstläufer, der für die DDR im Paarlauf startete. Seine Partnerin war Babette Preußler, mit der er 1982 die Bronzemedaille bei den Juniorenweltmeisterschaften gewann. Das von Heidemarie Steiner trainierte Paar trennte sich 1983.

## Erfolge/Ergebnisse
mit Babette Preußler

### Eiskunstlauf-Weltmeisterschaft
- 1983 – 12. Rang – Helsinki

### Juniorenweltmeisterschaften
- 1982 – 3. Rang – Oberstdorf

### Eiskunstlauf-Europameisterschaft
- 1983 – 6. Rang – Dortmund

### DDR-Meisterschaften
- 1983 – 3. Rang